# Watervliegveld

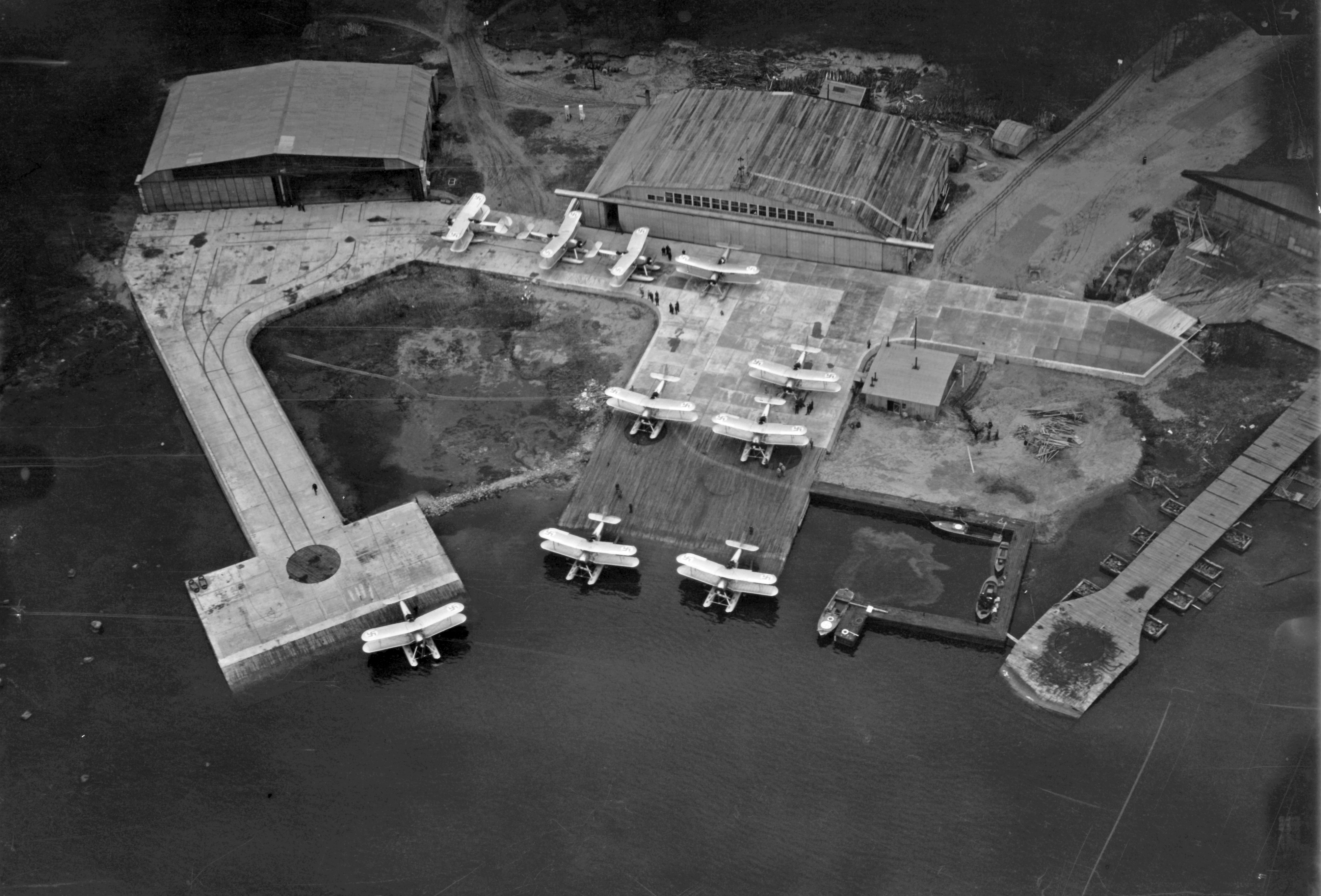
Een watervliegveld bij Helsinki, voor 1940

Een watervliegveld is een soort luchthaven, gelegen in en aan een waterlichaam zoals een rivier, meer of zee, bedoeld voor gebruik door watervliegtuigen, vliegboten en amfibievliegtuigen. Een watervliegveld heeft vaak voorzieningen zoals hangars, verkeerstoren en pontons om de waterluchtvaart te gemakkelijken. 
In de beginjaren van de luchtvaart werden luchthavens ook wel uitgerust met speciale landingsbanen voor watervliegtuigen, zoals de Idroscalo bij de luchthaven van Linate. 
Watervliegvelden worden zowel voor de civiele als militaire luchtvaart gebruikt.

## Nederland
Nederland kende tot het einde van de tweede wereldoorlog enkele militaire watervliegvelden, waaronder Marinevliegkamp Schellingwoude bij Amsterdam, Marinevliegkamp De Mok op Texel, Marinevliegkamp Veere op het kanaal door Walcheren.

## België
In België is er een waterluchthaven bij de Lacs de l'Eau d'Heure. een stuwmeer bij de stuw van la Plate Taille. 

## Frankrijk
Een van de bekendste watervliegvelden in Frankrijk is die van Biscarrosse. Deze luchthaven werd al in de jaren 1920 gebruikt voor de langeafstandsvluchten van Aéropostale en is in de 21ste eeuw nog steeds in gebruik.

## Afbeeldingen

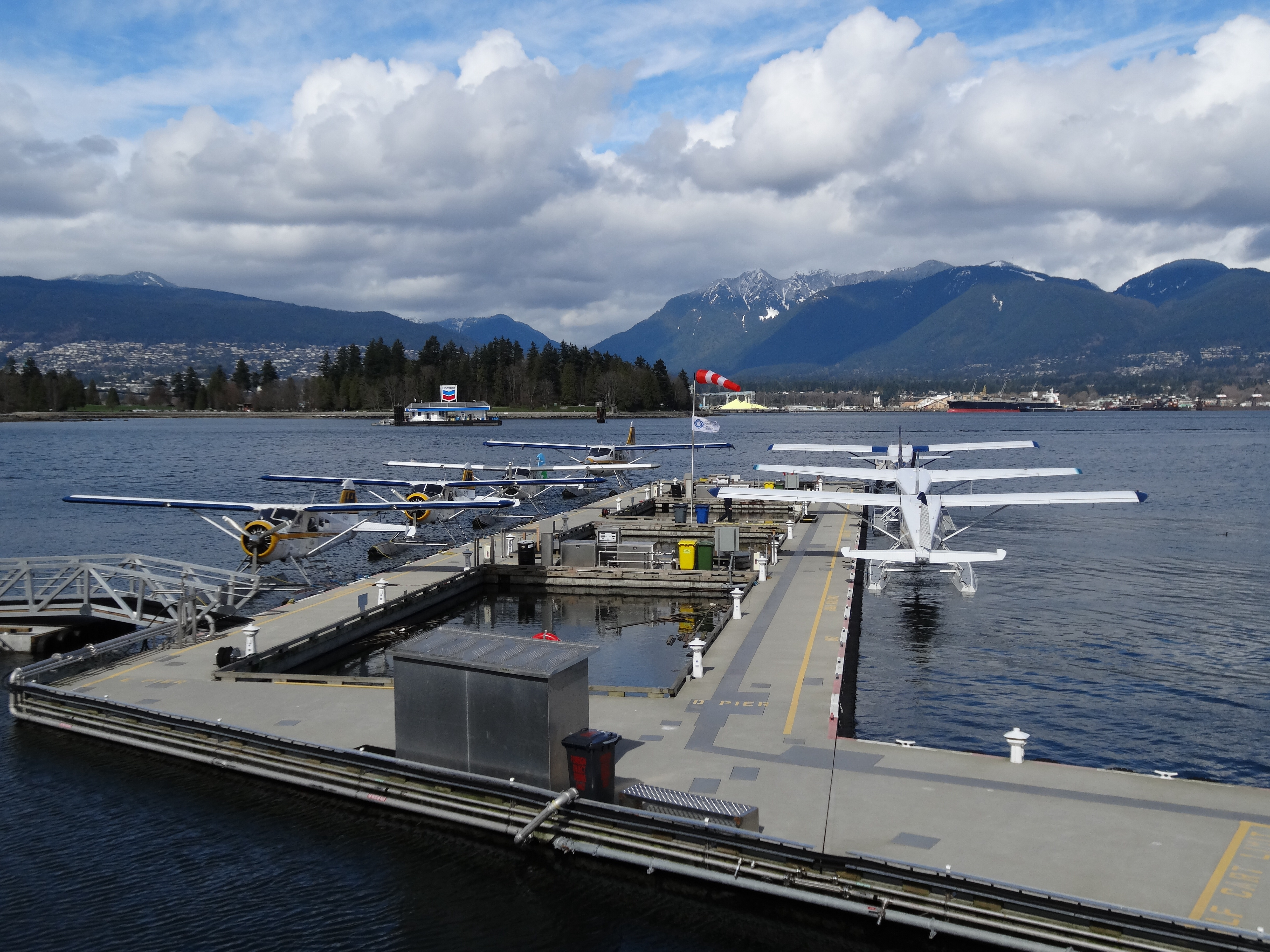
Watervliegbasis in Vancouver, 2013
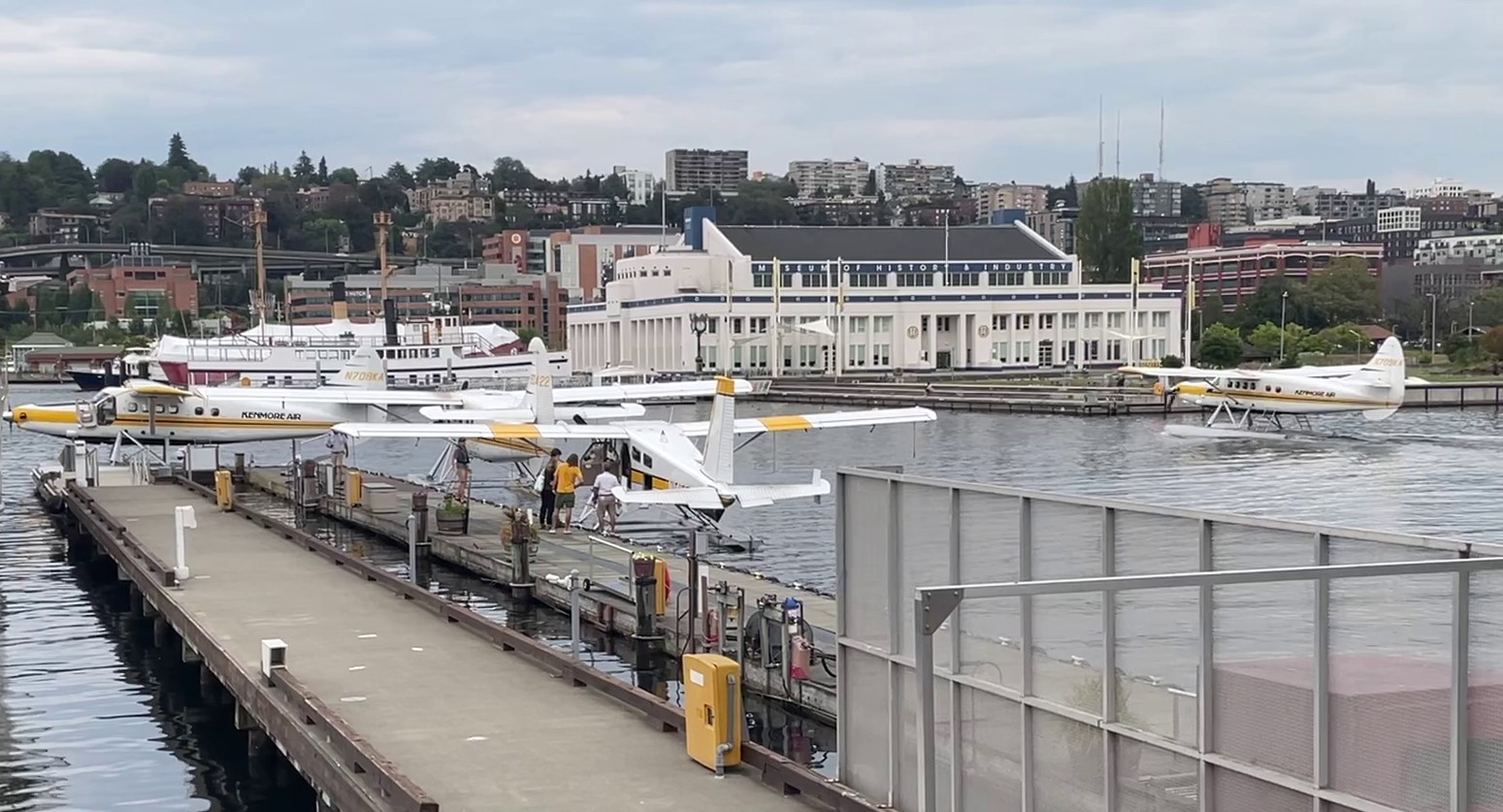
Kenmore Air Harbor Seaplane Base, Seattle, 2022